# Juliano (poeta)
Juliano (em latim: Iulianus) foi um poeta grego do século VI, ativo durante o reinado do imperador Justiniano I (r. 527–565). Nativo do Egito, era autor de numerosos poemas preservados na Antologia Grega e portou o título de ex-prefeito. Seus poemas foram incluídos no Ciclo de Agátias, publicado provavelmente em 567/568; dois deles foram escritos em ou logo depois de 532 e um após 549. Talvez ele pode ser associado ao prefeito pretoriano homônimo, mas essa associação é incerta.